# 十二試二座水上偵察機
十二試二座水上偵察機（じゅうにしにざすいじょうていさつき）は、大日本帝国海軍が計画した水上偵察機。愛知時計電機航空機部（のちの愛知航空機）、中島飛行機、川西航空機に競争試作が発注され、愛知と中島によって試作が行われたが、ともに不採用になった。略符号は愛知試製機がE12A、中島試製機がE12N、川西試製機がE12K。

## 概要
1937年（昭和12年）6月、海軍は九五式水上偵察機の後継機となる艦載用水上偵察機として、上記の三社に対して十二試二座水偵の試作指示を行った。要求性能は最大速度361 km/h（195ノット）、着水速度92.6 km/h（50ノット）、偵察時の航続時間6時間（過荷重時）、降下角60度での急降下爆撃が可能。というものだった。

### E12A
愛知は海軍の試作指示を受け、1937年9月から設計主務者松尾喜四郎技師らによって社内名称「AM-18」の設計を開始。設計は1938年（昭和13年）2月に完了し、同年末には2機の試作機が完成した。機体は以前の日本製水偵と比べると革新的な全金属製単葉双フロートの近代的なもので、性能も従来の水偵のものを大きく上回っていたが、重量過大や操縦性と安定性の悪さから不採用となった。なお、のちの零式水上偵察機の設計はE12Aのものを踏襲している。

### E12N
海軍の試作指示を受けた中島は、井上真六技師を設計主務者として1937年夏から翌1938年初頭にかけて設計を行い、試作機2機は1938年末に完成した。機体はE12Aと同様の全金属製単葉双フロートで、主翼の設計に内藤子生技師が開発した独自の構造解析法を用いたことにより、従来の強度計算法によるものを上回る主翼の軽量化に成功した。E12Aと同様、高性能を発揮したものの操縦性と安定性が悪く、重量過大もあって不採用となった。

### E12K
川西は海軍の試作指示を受けて設計を開始し、単葉単フロート、同双フロート機などの木製模型による風洞実験も行われたが、ほかの試作機との兼ね合いから初期設計段階で開発を中止した。そのため、最終的な形状も決定されていない。

## スペック
E12A
- 全長： 10.44 m
- 全幅： 13.00 m
- 全高： 3.45 m
- 主翼面積： 30.8 m2
- 自重： 2,100 kg
- 全備重量： 2,850 kg
- エンジン： 三菱 瑞星 空冷複列星型14気筒 離昇870 hp × 1
- 最大速度： 361 km/h
- 巡航速度： 278 km/h
- 実用上昇限度： 8,150 m
- 航続距離： 1,065 km
- 武装： 
7.7mm固定機関銃 × 2
7.7mm旋回機関銃 × 1
250kg爆弾 × 1 もしくは60kg爆弾 × 2
- 乗員： 2名

E12N（推定値）
- 全長： 10.50 m
- 全幅： 13.00 m
- 全高： 3.50 m
- 主翼面積： 30.0 m2
- 自重： 2,100 kg
- 全備重量： 2,850 kg
- エンジン： 三菱 瑞星 空冷複列星型14気筒 離昇870 hp × 1
- 最大速度： 361 km/h
- 巡航速度： 278 km/h
- 実用上昇限度： 8,150 m
- 航続距離： 1,065 km
- 武装： 
7.7mm固定機関銃 × 2
7.7mm旋回機関銃 × 1
250kg爆弾 × 1 もしくは60kg爆弾 × 2
- 乗員： 2名